# Джу Жундзи
Джу Жундзи (на традиционен китайски: 朱镕基) е китайски политик, министър-председател на Китай от 1998 до 2003 г.

## Биография
Роден е в семейство на интелектуалци и богати собственици на земя. Според семейната традиция, семейството му е произлязло от Джу Юанганг, първият император на династията Минг. Баща му умира, когато се ражда, а майка му умира, когато е на девет. Впоследствие Джу е издигнат за министър-председател от чичо си Джу Шуефанг, който продължава да подкрепя образованието му. Завършва Университета „Цинхуа“ в Пекин. По време на обучението си в Университета „Цинхуа“, той става студентски лидер и участва в дейности, организирани от Комунистическата партия. Завършва електроинженерство и се присъединява към Китайската комунистическа партия през 1949 г., същата година, в която комунистите окупират Пекин, прекратяват китайската гражданска война и обявяват началото на Китайската народна република.
|  | Тази страница частично или изцяло представлява превод на страницата Zhu Rongji в Уикипедия на английски. Оригиналният текст, както и този превод, са защитени от Лиценза „Криейтив Комънс – Признание – Споделяне на споделеното“, а за съдържание, създадено преди юни 2009 година – от Лиценза за свободна документация на ГНУ. Прегледайте историята на редакциите на оригиналната страница, както и на преводната страница, за да видите списъка на съавторите. ВАЖНО: Този шаблон се отнася единствено до авторските права върху съдържанието на статията. Добавянето му не отменя изискването да се посочват конкретни източници на твърденията, които да бъдат благонадеждни. |